# Krok do tmy
Krok do tmy é um filme de drama eslovaco de 2014 dirigido e escrito por Miloslav Luther. Foi selecionado como representante da Eslováquia à edição do Oscar 2015, organizada pela Academia de Artes e Ciências Cinematográficas.

## Elenco
- Marko Igonda
- Kristýna Boková
- Miroslav Donutil
- Boris Farkas
- Marián Geisberg
- Monika Haasová
- Vladimír Hajdu
- Lucia Jasková
- Attila Mokos
- Peter Nádasdi